# Cannabis en Liechtenstein
El cannabis en Liechtenstein es ilegal y existen penas severas para la producción, venta y posesión de marihuana, ya sea con fines medicinales o recreativos.
Según el Informe Mundial sobre las Drogas 2011, el 8.6% de la población utiliza cannabis al menos una vez al año. Una encuesta de 2016 dirigida a estudiantes de 15 y 16 años en Liechtenstein mostró que el 44% podía acceder fácilmente a proveerse de cannabis.

## Historia
A partir de un decreto de 2005, impulsado por el príncipe Luis de Liechtenstein, el cáñamo ha sido prohibido para su uso como forraje para ganado, a pesar de las afirmaciones de que condujo a una mayor producción de leche ya que las vacas estaban «menos agitadas».